# Штоюнда Олександр Олександрович
Олекса́ндр Олекса́ндрович Штою́нда (1988—2022) — майор Збройних сил України, учасник російсько-української війни.

## З життєпису
Закінчив військовий ліцей, Львівську військову академію ім. Петра Сагайдачного. Заступник командира батальйону з повітряно-десантної підготовки — начальник повітряно-десантної служби.
У липні 2014 року в ході бою за Ізварине проявив мужність та героїзм при виведенні колони з набоями. Під час підриву колони на фугасі не припинив рух, без втрат вивів колону в безпечне місце, своєчасно були доставлені набої на вогневі позиції. Брав участь у боях за Маріуполь, Краснопартизанськ, Білокам'янку.
Загинув 27 травня 2022 року, виконуючи бойове завдання біля села Велике Артакове Миколаївської області в бою з московськими нацистами.
6 червня 2022-го похований у Кісниці.
Без Олександра лишились мама, сестра, племінниця.

## Нагороди та вшанування
- 15 липня 2014 року — за особисту мужність і героїзм, виявлені у захисті державного суверенітету та територіальної цілісності України, вірність військовій присязі під час російсько-української війни, відзначений — нагороджений орденом Богдана Хмельницького III ступеня
- нагрудний знак «За досягнення у військовій службі»
- «За службу державі»
- відзнака «За особисту мужність і відвагу»,
- «За оборону Маріуполя»